# Maghrib
Maghrib (arab. مَغْرِب) – modlitwa muzułmańska (salat), czwarta w ciągu dnia, odmawiana po zachodzie Słońca. Obejmuje trzy obowiązkowe rakaty.